# Du Kiến Hoa
Du Kiến Hoa (tiếng Trung giản thể: 俞建华, bính âm Hán ngữ: Yú Jiàn Huá, tháng 12 năm 1961 – 10 tháng 12 năm 2024, người Hán) là nhà ngoại giao, chính trị gia nước Cộng hòa Nhân dân Trung Hoa. Ông là Ủy viên Ủy ban Trung ương Đảng Cộng sản Trung Quốc khóa XX, hiện là Bí thư Đảng ủy, Cục trưởng Tổng cục Hải quan Trung Quốc. Ông nguyên là Phó Bí thư Đảng tổ, Ủy viên Đảng tổ, Phó Bộ trưởng Bộ Thương mại, Trưởng Đại biểu, Phó Đại biểu đàm phán thương mại quốc tế Trung Quốc; Đại sứ đặc mệnh toàn quyền, Đại diện, Phó Đại diện Thường trực của Trung Quốc tại Liên Hợp Quốc.
Du Kiến Hoa là đảng viên Đảng Cộng sản Trung Quốc, học vị Thạc sĩ Luật học, Thạc sĩ Quản lý công thương. Ông có sự nghiệp nhiều năm hoạt động về kinh tế và thương mại quốc tế, tham gia các công tác đàm phán, thỏa thuận quốc tế của Trung Quốc tại châu Âu.

## Xuất thân và giáo dục
Du Kiến Hoa sinh tháng 12 năm 1961 tại huyện Diêm Thành, nay là địa cấp thị Diêm Thành, tỉnh Giang Tô, Cộng hòa Nhân dân Trung Hoa. Ông lớn lên tại Diêm Thành, tốt nghiệp Trung học Ngũ Hữu Diêm Thành (盐城市伍佑中学) vào năm 1978, rồi trúng tuyển và nhập học Khoa Ngoại ngữ của Trường chuyên khoa Sư phạm Diêm Thành (nay là Viện Ngoại ngữ của Học viện Sư phạm Diêm Thành) vào tháng 9 cùng năm, tốt nghiệp Cử nhân chuyên ngành Ngoại ngữ năm 1982. Năm 1988, ông theo học cao học Khoa Quan hệ quốc tế của Học viện Ngoại giao Trung Quốc, nhận bằng Thạc sĩ Luật học vào năm 2001, rồi sau đó ông tiếp tục sang Anh, theo học cao học tại Đại học Birmingham, nhận bằng Thạc sĩ Quản lý công thương. Du Kiến Hoa được kết nạp Đảng Cộng sản Trung Quốc vào tháng 6 năm 1991.

## Sự nghiệp

### Các giai đoạn
Tháng 7 năm 1982, sau khi tốt nghiệp trường sư phạm ở quê nhà Diêm Thành, Du Kiến Hoa bắt đầu sự nghiệp khi được nhận làm giáo viên giảng dạy, đào tạo giáo viên của Diêm Thành và công tác giáo dục ở đây sáu năm cho đến 1988. Năm 1991, sau khi nhận bằng Thạc sĩ Luật học của Học viện Ngoại giao, ông được chuyển vị trí công tác, được phê chuẩn làm cán bộ của Ty Châu Âu thuộc Bộ Hợp tác kinh tế và thương mại quốc tế. Ông công tác ở bộ này giai đoạn 1991–2001, được điều sang châu Âu, lần lượt đảm nhiệm vị trí  Thư ký thứ ba của Đại sứ quán Trung Quốc tại Bỉ, rồi Thư ký thứ hai của Văn phòng Kinh tế thương mại tại Bỉ; sau đó về nước, nhậm chức Phó Trưởng phòng, rồi Trưởng phòng thứ tư của Ty Châu Âu, Trưởng phòng Quan hệ kinh tế và thương mại quốc tế Ty Châu Âu. Tháng 11 năm 2001, ông chuyên chức công tác ở Bộ Kinh Mậu, rồi chuyển sang Bộ Thương mại từ tháng 3 năm 2003 khi Bộ Kinh Mậu được giải thể để thành lập Bộ Thương mại, nhậm chức Phó Ty trưởng Ty Tổ chức thương mại thế giới. Tháng 10 năm 2006, Du Kiến Hoa được thăng chức làm Ty trưởng Ty Quan hệ kinh tế và thương mại quốc tế. Trong giai đoạn này, ông cũng được điều tới Quảng Tây, kiêm nhiệm vị trí ở Bộ Thương mại lẫn vị trí Ủy viên Sảnh Văn phòng, Phó Tổng thư ký Chính phủ Nhân dân Quảng Tây.

### Bộ Thương mại

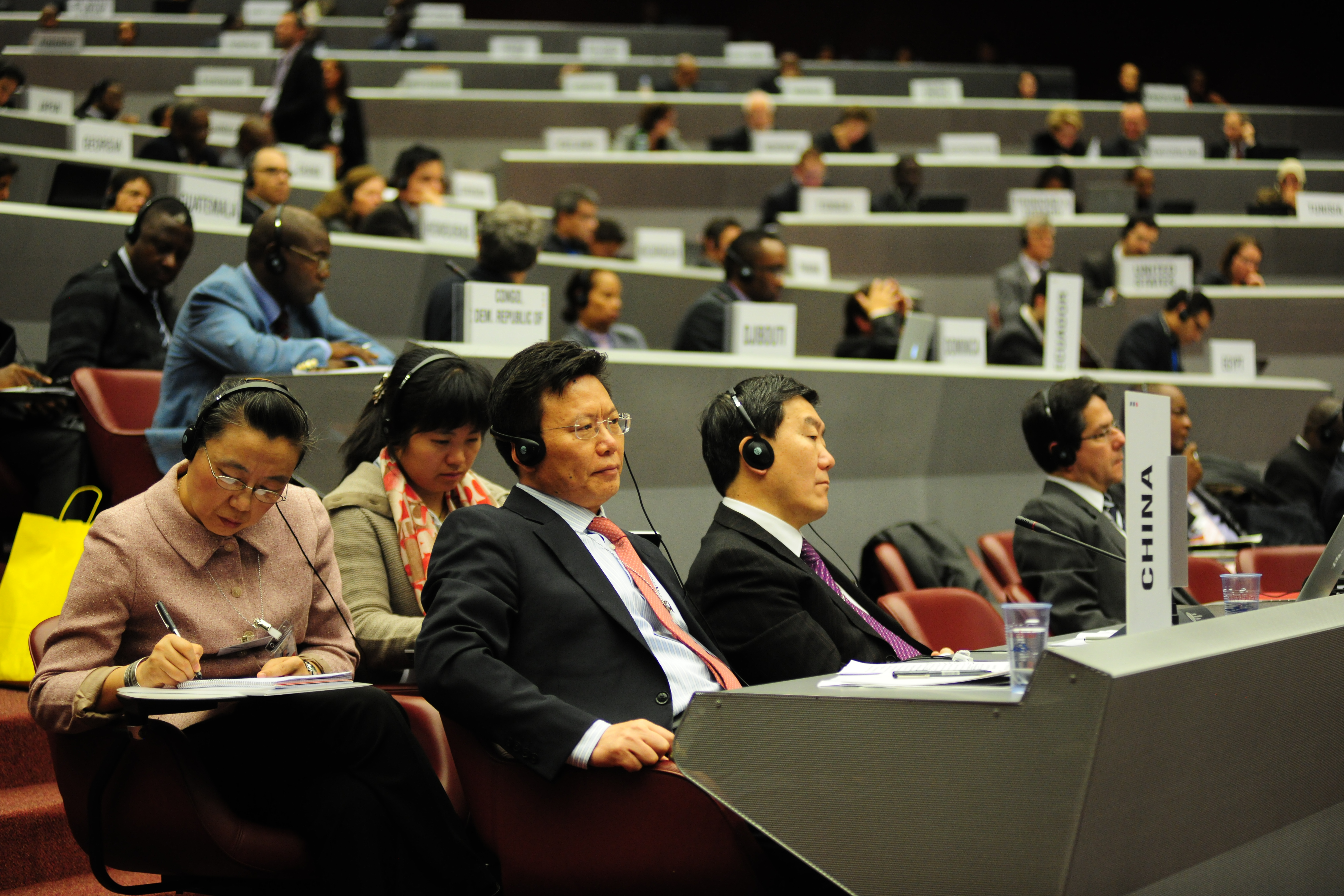
Du Kiến Hoa đại diện cho Trung Quốc tại Hội nghị Bộ trưởng Tổ chức Thương mại Thế giới, 2011.

Tháng 12 năm 2010, Du Kiến Hoa được bổ nhiệm làm Ủy viên Đảng tổ Bộ Thương mại, rồi nhậm chức Trợ lý Bộ trưởng từ tháng 1 năm 2011. Tháng 5 năm 2013, ông được Tổng lý Lý Khắc Cường bổ nhiệm làm Phó Đại biểu đàm phán thương mại quốc tế của Bộ Thương mại, cấp phó bộ, tỉnh, sau đó cử sang Thụy Sĩ nhậm chức Đại diện thường trực của Trung Quốc tại Tổ chức Thương mại Thế giới, Đại sứ đặc mệnh toàn quyền và Phó Đại diện thường trực của Trung Quốc tại Liên Hợp Quốc và các tổ chức quốc tế khác tại Thụy Sĩ. Tháng 2 năm 2017, ông trở về Trung Quốc, được bổ nhiệm làm Phó Bộ trưởng Bộ Thương mại, sau đó một năm tiếp tục là Đại sứ đặc mệnh toàn quyền và Đại diện phái đoàn thường trực của Trung Quốc tại Trụ sở Liên Hợp Quốc tại Genève và các tổ chức quốc tế khác tại Thụy Sĩ. Tháng 3 năm 2019, ông trở về Trung Quốc, nhậm chức Phó Bí thư Đảng tổ Bộ Thương mại, tiếp tục là Phó Bộ trưởng, Phó Đại biểu đàm phán thương mại quốc tế của Trung Quốc từ tháng 4, và thăng cấp làm Trưởng Đại biểu đàm phán, cấp chính bộ, tỉnh từ tháng 1 năm 2021.

### Tổng cục Hải quan
Tháng 4 năm 2021, Ủy ban Trung ương quyết định điều chuyển Du Kiến Hoa tới Tổng cục Hải quan, bổ nhiệm làm Bí thư Đảng ủy cơ quan này. Đến ngày 18 tháng 5, Quốc vụ viện quyết định bổ nhiệm ông làm Cục trưởng Tổng cục Hải quan, cấp bộ trưởng, chính thức lãnh đạo toàn diện cơ quan này, kế nhiệm Nghê Nhạc Phong. Cuối năm 2022, ông tham gia Đại hội Đảng Cộng sản Trung Quốc lần thứ XX từ đoàn đại biểu khối cơ quan trung ương Đảng và Nhà nước. Trong quá trình bầu cử tại đại hội, ông được bầu là Ủy viên Ủy ban Trung ương Đảng Cộng sản Trung Quốc khóa XX.

## Qua đời
Ông qua đời vào ngày 10 tháng 12 năm 2024, sau một thời gian ngắn bị bệnh.